# 3.ª etapa del Tour de Francia 2024
La 3.ª etapa del Tour de Francia 2024 tuvo lugar el 1 de julio de 2024 y consistió en una etapa llana con inicio en la ciudad italiana de Piacenza y final en Turín, sobre un recorrido de 230,8 km. El vencedor fue el eritreo Biniam Girmay del equipo Intermarché-Wanty, mientras que el ecuatoriano Richard Carapaz consiguió el liderato.

## Clasificación de la etapa
| Piacenza - Turín | etapa escarpada | (230,8 km) |

| \| Clasificación de la etapa \| Clasificación de la etapa \| Clasificación de la etapa \| Clasificación de la etapa \| Clasificación de la etapa \| \| Ciclista \| Ciclista \| Equipo \| Tiempo \| \| \| ------------------------- \| ------------------------- \| -------------------------- \| ------------------------- \| ------------------------- \| \| 1.º \| Biniam Girmay \| Intermarché-Wanty \| 5 h 26 min 48 s \| \| \| 2.º \| Fernando Gaviria \| Movistar Team \| + 0 s \| \| \| 3.º \| Arnaud De Lie \| Lotto Dstny \| + 0 s \| \| \| 4.º \| Mads Pedersen \| Lidl-Trek \| + 0 s \| \| \| 5.º \| Dylan Groenewegen \| Team Jayco AlUla \| + 0 s \| \| \| 6.º \| Phil Bauhaus \| Bahrain Victorious \| + 0 s \| \| \| 7.º \| Fabio Jakobsen \| Team dsm-firmenich PostNL \| + 0 s \| \| \| 8.º \| Davide Ballerini \| Astana Qazaqstan Team \| + 0 s \| \| \| 9.º \| Sam Bennett \| Decathlon-AG2R La Mondiale \| + 0 s \| \| \| 10.º \| Bryan Coquard \| Cofidis \| + 0 s \| \| |                   |                            |                 |
| |                   |                            |                 |
| Fuentes: ProCyclingStats Cycling Quotient |                   |                            |                 |
| Clasificación de la etapa |                   |                            |                 |
| Ciclista | Ciclista          | Equipo                     | Tiempo          |
| 1.º | Biniam Girmay     | Intermarché-Wanty          | 5 h 26 min 48 s |
| 2.º | Fernando Gaviria  | Movistar Team              | + 0 s           |
| 3.º | Arnaud De Lie     | Lotto Dstny                | + 0 s           |
| 4.º | Mads Pedersen     | Lidl-Trek                  | + 0 s           |
| 5.º | Dylan Groenewegen | Team Jayco AlUla           | + 0 s           |
| 6.º | Phil Bauhaus      | Bahrain Victorious         | + 0 s           |
| 7.º | Fabio Jakobsen    | Team dsm-firmenich PostNL  | + 0 s           |
| 8.º | Davide Ballerini  | Astana Qazaqstan Team      | + 0 s           |
| 9.º | Sam Bennett       | Decathlon-AG2R La Mondiale | + 0 s           |
| 10.º | Bryan Coquard     | Cofidis                    | + 0 s           |

## Clasificaciones al final de la etapa

### Clasificación general(Maillot Jaune)
| \| Clasificación general \| Clasificación general \| Clasificación general \| Clasificación general \| Clasificación general \| \| Ciclista \| Ciclista \| Equipo \| Tiempo \| \| \| --------------------- \| --------------------- \| -------------------------- \| --------------------- \| --------------------- \| \| 1.º \| Richard Carapaz \| EF Education-EasyPost \| 15 h 20 min 18 s \| \| \| 2.º \| Tadej Pogačar \| UAE Team Emirates \| + 0 s \| \| \| 3.º \| Remco Evenepoel \| Soudal Quick-Step \| + 0 s \| \| \| 4.º \| Jonas Vingegaard \| Team Visma \\| Lease a Bike \| + 0 s \| \| \| 5.º \| Romain Bardet \| Team dsm-firmenich PostNL \| + 6 s \| \| \| 6.º \| Pello Bilbao \| Bahrain Victorious \| + 21 s \| \| \| 7.º \| Guillaume Martin \| Cofidis \| + 21 s \| \| \| 8.º \| Egan Bernal \| Ineos Grenadiers \| + 21 s \| \| \| 9.º \| Jai Hindley \| Red Bull-Bora-Hansgrohe \| + 21 s \| \| \| 10.º \| Aleksandr Vlásov \| Red Bull-Bora-Hansgrohe \| + 21 s \| \| |                  |                            |                  |
| |                  |                            |                  |
| Fuentes: ProCyclingStats Cycling Quotient |                  |                            |                  |
| Clasificación general |                  |                            |                  |
| Ciclista | Ciclista         | Equipo                     | Tiempo           |
| 1.º | Richard Carapaz  | EF Education-EasyPost      | 15 h 20 min 18 s |
| 2.º | Tadej Pogačar    | UAE Team Emirates          | + 0 s            |
| 3.º | Remco Evenepoel  | Soudal Quick-Step          | + 0 s            |
| 4.º | Jonas Vingegaard | Team Visma \| Lease a Bike | + 0 s            |
| 5.º | Romain Bardet    | Team dsm-firmenich PostNL  | + 6 s            |
| 6.º | Pello Bilbao     | Bahrain Victorious         | + 21 s           |
| 7.º | Guillaume Martin | Cofidis                    | + 21 s           |
| 8.º | Egan Bernal      | Ineos Grenadiers           | + 21 s           |
| 9.º | Jai Hindley      | Red Bull-Bora-Hansgrohe    | + 21 s           |
| 10.º | Aleksandr Vlásov | Red Bull-Bora-Hansgrohe    | + 21 s           |

### Clasificación por puntos(Maillot Vert)
| Clasificación por puntos | Clasificación por puntos | Clasificación por puntos  | Clasificación por puntos | Clasificación por puntos |
| Ciclista                 | Ciclista                 | Equipo                    | Puntos                   |                          |
| ------------------------ | ------------------------ | ------------------------- | ------------------------ | ------------------------ |
| 1.º                      | Jonas Abrahamsen         | Uno-X Mobility            | 76 pts                   |                          |
| 2.º                      | Biniam Girmay            | Intermarché-Wanty         | 66 pts                   |                          |
| 3.º                      | Kévin Vauquelin          | Arkéa-B&B Hotels          | 60 pts                   |                          |
| 4.º                      | Mads Pedersen            | Lidl-Trek                 | 59 pts                   |                          |
| 5.º                      | Fernando Gaviria         | Movistar Team             | 41 pts                   |                          |
| 6.º                      | Quentin Pacher           | Groupama-FDJ              | 35 pts                   |                          |
| 7.º                      | Frank van den Broek      | Team dsm-firmenich PostNL | 33 pts                   |                          |
| 8.º                      | Harold Tejada            | Astana Qazaqstan Team     | 33 pts                   |                          |
| 9.º                      | Romain Bardet            | Team dsm-firmenich PostNL | 30 pts                   |                          |
| 10.º                     | Bryan Coquard            | Cofidis                   | 30 pts                   |                          |

### Clasificación de la montaña(Maillot à Pois Rouges)
| Clasificación de la montaña | Clasificación de la montaña | Clasificación de la montaña | Clasificación de la montaña | Clasificación de la montaña |
| Ciclista                    | Ciclista                    | Equipo                      | Puntos                      |                             |
| --------------------------- | --------------------------- | --------------------------- | --------------------------- | --------------------------- |
| 1.º                         | Jonas Abrahamsen            | Uno-X Mobility              | 24 pts                      |                             |
| 2.º                         | Valentin Madouas            | Groupama-FDJ                | 11 pts                      |                             |
| 3.º                         | Frank van den Broek         | Team dsm-firmenich PostNL   | 9 pts                       |                             |
| 4.º                         | Ion Izagirre                | Cofidis                     | 8 pts                       |                             |
| 5.º                         | Romain Bardet               | Team dsm-firmenich PostNL   | 3 pts                       |                             |
| 6.º                         | Cristián Rodríguez          | Arkéa-B&B Hotels            | 3 pts                       |                             |
| 7.º                         | Kévin Vauquelin             | Arkéa-B&B Hotels            | 2 pts                       |                             |
| 8.º                         | Matteo Sobrero              | Red Bull-Bora-Hansgrohe     | 1 pt                        |                             |
| 9.º                         | Fabien Grellier             | TotalEnergies               | 1 pt                        |                             |
| 10.º                        | Hugo Houle                  | Israel-Premier Tech         | 1 pt                        |                             |

### Clasificación del mejor joven(Maillot Blanc)
| Clasificación del mejor joven | Clasificación del mejor joven | Clasificación del mejor joven | Clasificación del mejor joven | Clasificación del mejor joven |
| Ciclista                      | Ciclista                      | Equipo                        | Tiempo                        |                               |
| ----------------------------- | ----------------------------- | ----------------------------- | ----------------------------- | ----------------------------- |
| 1.º                           | Remco Evenepoel               | Soudal Quick-Step             | 15 h 20 min 18 s              |                               |
| 2.º                           | Carlos Rodríguez              | Ineos Grenadiers              | + 21 s                        |                               |
| 3.º                           | Matteo Jorgenson              | Team Visma \| Lease a Bike    | + 21 s                        |                               |
| 4.º                           | Maxim Van Gils                | Lotto Dstny                   | + 21 s                        |                               |
| 5.º                           | Juan Ayuso                    | UAE Team Emirates             | + 21 s                        |                               |
| 6.º                           | Thomas Pidcock                | Ineos Grenadiers              | + 21 s                        |                               |
| 7.º                           | Santiago Buitrago             | Bahrain Victorious            | + 1 min 11 s                  |                               |
| 8.º                           | Javier Romo                   | Movistar Team                 | + 1 min 22 s                  |                               |
| 9.º                           | Ilan Van Wilder               | Soudal Quick-Step             | + 1 min 22 s                  |                               |
| 10.º                          | Oscar Onley                   | Team dsm-firmenich PostNL     | + 2 min 31 s                  |                               |

### Clasificación por equipos(Classement par Équipe)
| Clasificación por equipos | Clasificación por equipos  | Clasificación por equipos | Clasificación por equipos |
| Equipo                    | Equipo                     | Tiempo                    |                           |
| ------------------------- | -------------------------- | ------------------------- | ------------------------- |
| 1.º                       | Movistar Team              | 46 h 01 min 06 s          |                           |
| 2.º                       | UAE Team Emirates          | + 30 s                    |                           |
| 3.º                       | Ineos Grenadiers           | + 51 s                    |                           |
| 4.º                       | Red Bull-Bora-Hansgrohe    | + 51 s                    |                           |
| 5.º                       | Soudal Quick-Step          | + 1 min 31 s              |                           |
| 6.º                       | Bahrain Victorious         | + 2 min 42 s              |                           |
| 7.º                       | EF Education-EasyPost      | + 3 min 41 s              |                           |
| 8.º                       | Team dsm-firmenich PostNL  | + 5 min 01 s              |                           |
| 9.º                       | Team Visma \| Lease a Bike | + 5 min 47 s              |                           |
| 10.º                      | Lidl-Trek                  | + 7 min 04 s              |                           |

## Abandonos
Ninguno.